# Marian Hemar
Marian Hemar (Leopoli, 6 aprile 1901 – Londra, 11 febbraio 1972) è stato un poeta e giornalista polacco.

## Biografia
Dal 1926 fu l'autore di casa dell'importante teatro satirico Qui-Pro-Quo a Varsavia e scrisse schizzi per la radio. Durante la seconda guerra mondiale, l'ebreo polacco dovette fuggire dai nazionalsocialisti a Londra. Non tornò nella Polonia comunista del dopoguerra. A Londra, divenne il più importante satirico della comunità di esiliati polacchi.
Era un cugino di Stanisław Lem e zio di Janina Altman.